# Acalypha brevibracteata
Acalypha brevibracteata é uma espécie de flor do gênero Acalypha, pertencente à família Euphorbiaceae.